# غرومان جي-21 قوز
غرومان جي-21 قوز (بالإنجليزية: Grumman G-21 Goose)‏ هي طائرة نقل برمائية من صناعة غرومان. كان أول طيران لها في 1937. صنع منها 345 طائرة، وسعر الطائرة الواحدة منها هو 62180.00 for JRF-6B دولار.

## المستخدمون
- بحرية الولايات المتحدة
- سلاح الجو الملكي
- سلاح الجو الملكي الكندي